# Élon (juge)
Pour les articles homonymes, voir Elon.
Selon la Bible, Élon (Hébreu אֵילֹן « chêne », Hébreu standard Elon, Hébreu tibérien ʼÊlōn) est juge d'Israël.

## Présentation
Élon est de la tribu de Zébulon.  Il succède à Ibtsan et reste juge pendant 10 ans. 
Il est enterré à Ajalon (Ayyalôn), dans la vallée d'Ayalon. 